# Calymmodon innominatus
Calymmodon innominatus är en stensöteväxtart som beskrevs av Barbara S. Parris. Calymmodon innominatus ingår i släktet Calymmodon och familjen Polypodiaceae. Inga underarter finns listade.